# Lauwerijksbeek
De Lauwerijksbeek is een beek die ontspringt in het Bos van Moretus op de grens Hove-Boechout.
Ter hoogte van de Boshoek stroomt ze in de Lachenenbeek. Deze ontmoet stroomafwaarts de Zevenbergseloop en komt ter hoogte van het hof van Lachenen samen met de Babelsebeek. Vervolgens stromen ze samen in de Nete.